# ديفيد كابلان (مقدم برامج إذاعية)
ديفيد كابلان (بالإنجليزية: David Kaplan)‏ هو مقدم برامج إذاعية أمريكي، ولد في 19 نوفمبر 1960 في شيكاغو في الولايات المتحدة.